# فرانسیس لنگفورد
فرانسیس لنگفورد (انگلیسی: Frances Langford; ۴ آوریل ۱۹۱۳ – ۱۱ ژوئیهٔ ۲۰۰۵) یک خواننده، و هنرپیشه اهل ایالات متحده آمریکا بود.

## بخشی از فیلمشناسی

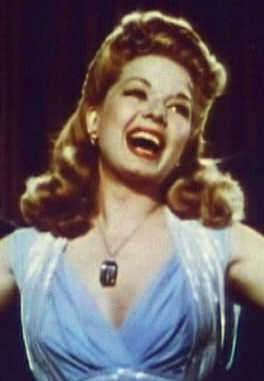

از فیلم‌ها یا برنامه‌های تلویزیونی که وی در آن نقش داشته‌است می‌توان به آثار زیر اشاره کرد.
- ترانه ۱۹۳۶ برادوی (۱۹۳۵)
- پالم اسپرینگز (فیلم) (۱۹۳۶)
- هتل هالیوود (فیلم) (۱۹۳۷)
- خواب با صدای بلند (فیلم) (۱۹۴۰)
- احمق آمریکایی خوش‌تیپ (۱۹۴۲)
- مردم بامزه هستند (فیلم) (۱۹۴۶)
- زمان ملودی (۱۹۴۸)
- داستان گلن میلر (۱۹۵۴)